# 鬼驅人 (2015年電影)
是一部於2015年上映的美国3D超自然電影，為喬·堅朗執導，劇情改编自斯蒂芬·斯皮尔伯格編劇的1982年同名電影《鬼驅人》，演員包含山姆·洛克威尔、羅絲瑪麗·德威特和傑瑞德·哈里斯。

## 簡介
埃里克·鲍恩先生（山姆·洛克威尔 Sam Rockwell 饰）一家五口搬进一所乡间别墅，却赫然发现这所房子是个幽灵盘据的鬼屋。随着时间的推移，房子里可怕的幽灵也开始对他们展开一系列攻击，甚至俘虏他们的小女儿麦迪逊（肯尼迪·克莱蒙兹 Kennedi Clements 饰 ），让她完全消失在电视机中，女孩心急如焚的父母，最后只好求助于超自然现象专家布洛克·鲍威尔博士（简·亚当斯 Jane Adams 饰），想尽办法要找回心爱的女儿……

## 外部連結
- 官方网站
- 互联网电影数据库（IMDb）上《鬼驅人》的资料（英文）
- Metacritic上《鬼驅人》的資料（英文）
- Box Office Mojo上《鬼驅人》的資料（英文）
- 爛番茄上《鬼驅人》的資料（英文）
- 时光网上《鬼驅人》的資料（简体中文）
- 豆瓣电影上《鬼驅人》的資料 （简体中文）